# Adenis Roberto de Oliveira
Adenis Roberto de Oliveira, S.d.P (Vargem Bonita, 8 de julho de 1974) é um prelado brasileiro da Igreja Católica, atual bispo auxiliar da Arquidiocese de Curitiba.

## Biografia
Entrou para o Seminário Missionários Servos dos Pobres, em Joaçaba (SC), em 1988. Cursou a Faculdade de Filosofia, no Studium O.S.B.M., em Curitiba, de 1993 a 1996, e a faculdade de teologia no Studium Theologicum, também em Curitiba, de 1997 a 2000.
Em 11 de março de 2001 foi ordenado diácono na Paróquia São Marcos em Curitiba pela imposição das mãos do então arcebispo de Curitiba, Dom Pedro Antônio Marchetti Fedalto e em 15 de setembro do mesmo ano, recebeu a ordenação presbiteral na Capela Sagrado Coração de Jesus de Vargem Bonita pela imposição das mãos de dom Osório Bebber, na época bispo de Joaçaba.
Após sua ordenação, foi pároco da Paróquia Cristo Rei em Ibicaré e depois, pároco de São Marcos em Curitiba, de 2004 a 2007, quando foi fazer o mestrado em teologia moral pela Accademia Alfonsiana em Roma, até 2010.
Foi conselheiro e secretário geral dos Missionários Servos dos Pobres, de 2006 a 2018, na Casa Geral em Roma e pároco da Paróquia Santa Maria della Perseveranza em Roma, de 2015 a 2022.
Em seu retorno de Roma, em 22 de outubro 2022 é nomeado reitor do Seminário Maior Mater Misericordiae dos Missionários Servos dos Pobres em Igarapé e em 12 de novembro, nomeado como pároco na Paróquia Santo Antônio de Igarapé.
Em 28 de fevereiro de 2024, foi nomeado pelo Papa Francisco como bispo auxiliar de Curitiba, recebendo a dignidade de bispo titular de Ermiana.Recebeu a ordenação episcopal em 11 de maio de 2024, sendo o consagrador principal o arcebispo de Curitiba, José Antônio Peruzzo, coadjuvado por Mário Marquez, O.F.M. Cap., bispo de Joaçaba e Meron Mazur, O.S.B.M., eparca da Eparquia da Imaculada Conceição em Prudentópolis dos Ucranianos.